# سنگ سفید (الیگودرز)
سنگ سفید، روستایی از توابع بخش بربرود شرقی شهرستان الیگودرز در استان لرستان ایران است.

## جمعیت
این روستا در دهستان بربرود شرقی قرار دارد و براساس سرشماری مرکز آمار ایران در سال ۱۳۸۵، جمعیت آن ۳۲۷ نفر (۶۱خانوار) بوده‌است.